# Somateria
Somateria Leach, 1819 è un genere di anatre marine appartenente alla famiglia degli Anatidi.

## Distribuzione e habitat
Le tre specie esistenti nidificano tutte alle latitudini più fredde dell'emisfero settentrionale.

## Tassonomia
Il genere comprende le seguenti specie:
- Somateria mollissima (Linnaeus, 1758) - edredone comune
- Somateria fischeri (von Brandt, JF, 1847) - edredone dagli occhiali
- Somateria spectabilis (Linnaeus, 1758) - re degli edredoni

Due specie ancora da descrivere sono note solo per i loro fossili, una delle quali proveniente dalle rocce dell'Oligocene medio del Kazakistan, e l'altra da quelle del Miocene superiore o del Pliocene inferiore di Lee Creek Mine, USA. Di queste due specie, quella più antica non viene più attualmente considerata appartenente a questo genere.